# 圣茹瓦尔普里约雷
圣茹瓦尔普里约雷（法語：Saint-Jeoire-Prieuré，法語發音：[sɛ̃ ʒwaʁ pʁijœʁe]）是法国萨瓦省的一个市镇，属于尚贝里区。

## 地理
圣茹瓦尔普里约雷（45°32'5"N, 5°59'36"E）面积5.34 平方千米，位于法国奥弗涅-罗讷-阿尔卑斯大区萨瓦省，该省份为法国东部省份，历史上为薩伏依的一部分，北起上萨瓦省，西接伊泽尔省和安省，南部和东部与上阿尔卑斯省和意大利接壤。
与圣茹瓦尔普里约雷接壤的市镇（或旧市镇、城区）包括：沙勒莱索、希尼安、屈列讷、米扬。

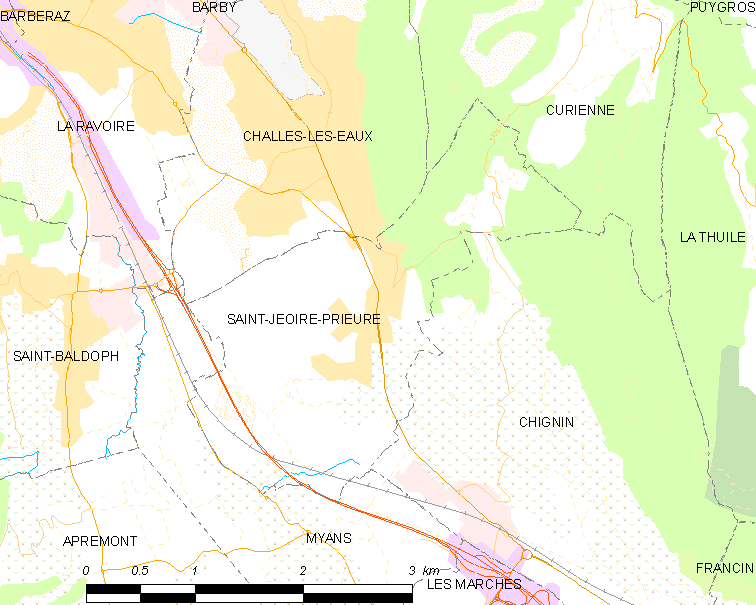
圣茹瓦尔普里约雷的OSM定位图

圣茹瓦尔普里约雷的时区为UTC+01:00、UTC+02:00（夏令时）。

## 行政
圣茹瓦尔普里约雷的邮政编码为73190，INSEE市镇编码为73249。

## 政治
圣茹瓦尔普里约雷所属的省级选区为拉拉瓦尔县。

## 人口

1962-2008年间圣茹瓦尔普里约雷人口变化图示

圣茹瓦尔普里约雷于2022年1月1日时的人口数量为1965人。